# Електростатичний фільтр

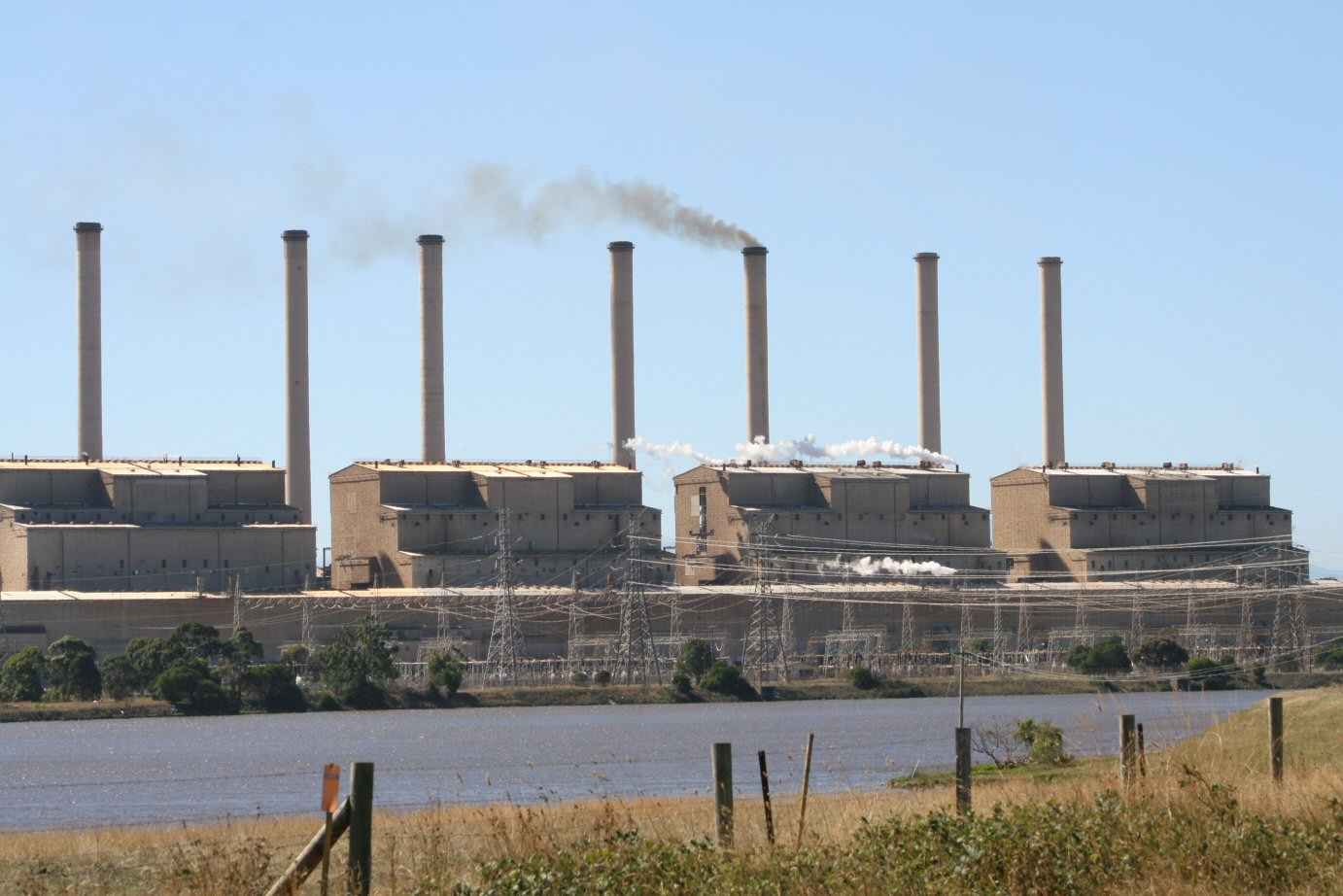
Одна з димових труб теплової електростанції в у штаті Вікторія (Австралія) випускає коричневий дим, при зупиненому електростатичному фільтрі

Електростати́чний фільтр або електрофі́льтр (англ. electrostatic precipitator, ESP) — технологічний апарат для вловлювання та видалення пилу, завислого у газовому середовищі.
Електрофільтри призначені для уловлювання пилу з розмірами часток до 0,1 мкм з повітря і газів різного хімічного складу, вологості і температури.

## Будова та принцип роботи

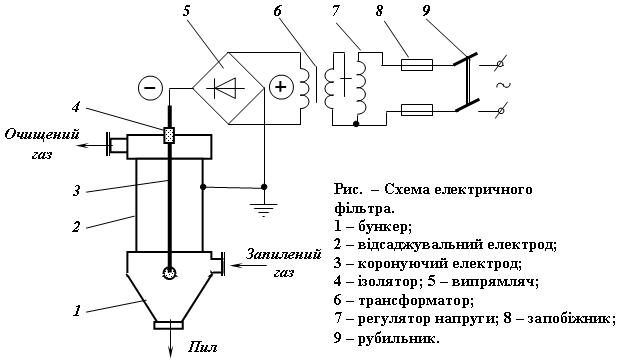
Принципова електрична схема електростатичного фільтра

Суть процесу електростатичного очищення газів ґрунтується на іонізації газу, тобто розщепленні його молекул на позитивно і негативно заряджені іони. Запилені гази пропускають через неоднорідне електричне поле, яке утворюється між осаджувальним 2 і коронувальним 3 електродами (рис.). До електрода, розташованого в ізоляторі 4 підводиться випрямлений електричний струм при напрузі 30 — 60 кВ. Осаджувальний електрод звичайно заземлюють і підключають до позитивного полюсу випрямляча. Агрегат живлення складається з рубильника 9, запобіжників 8, регулятора напруги 7, перетворювача напруги 6 і випрямляча 5.
Процес ловлення пилу в електричному полі складається з таких підпроцесів: зарядження завислих у газі частинок; руху заряджених частинок до електродів; осадження частинок на електродах і видалення частинок з електродів.
При великій різниці потенціалів швидкість руху, а значить і кінетична енергія іонів та електронів є значною, що спричиняє ударну іонізацію. При цьому спостерігається потріскування і слабке світіння газу (корона) навколо одного з електродів, який і отримав назву коронувального. Негативно заряджені іони і електрони, що утворюються при коронному розряді рухаються до протилежно зарядженого електрода, що отримав назву осаджувального.
При русі в запиленому газі чи тумані негативно заряджені іони заряджають пилинки, завдяки чому, останні також починають рухатись до осаджувального електрода. При контакті з осаджувальним електродом, частинки пилу (туману) віддають йому свій заряд і скидаються з електрода під дією власної ваги або при струшуванні.
Із збільшенням напруги вище за деяку критичну величину може статися електричний пробій з коротким замиканням електродів. Для уникнення цього в електрофільтрах створюють неоднорідне електричне поле, напруження якого зменшується по мірі віддалення від коронувального електрода. У цьому випадку майже весь шар газу між короною і осаджувальним електродом відіграє роль ізоляції, яка запобігає іскровому розряду. Неоднорідність поля досягається шляхом конструктивного виконання електродів у вигляді провідників, розташованих по осі труб у трубчастому електрофільтрі або натягнутих між паралельними пластинами у пластинчастому електрофільтрі.
У полі коронного розряду частинки заряджаються дуже швидко — за 0,1 — 0,2 с. Рух заряджених частинок до електродів може спричинятися дією аеродинамічних сил, сили взаємодії електричного поля і заряду частинки, сили ваги і сили тиску електричного вітру. Інтенсивність осадження частинок на електродах залежить від електропровідності частинок і їхніх розмірів, швидкості руху газів в міжелектродному просторі, температури і вологості газів та інших факторів. Якщо пил не струмопровідним, то шар, який осів на електродах відштовхує однойменно заряджені частинки, що наближаються і при електричному напруженні у шарі, що перевищує критичне значення, біля осаджувального електрода з'являється світіння — зворотна корона. Це явище значно погіршує процес очищення газу.
Провідність пилу зазвичай збільшують шляхом зволоження гарячого газу перед входом його в електричний фільтр, не допускаючи, однак, зниження температури газу нижче за точку роси. Добре провідний пил миттєво віддає свій заряд і набуваючи заряду електрода, відштовхується від нього. Це також приводить до виносу газом частини пилу і зниженню ступеня очищення. А при дуже високій концентрації пилу чи туману більша частина іонів передає заряди пилинкам (крапелькам). В результаті різко знижується швидкість руху іонів, значить зменшується сила струму. При зниженні сили струму до нуля очищення повністю припиняється і настає так зване запирання корони.
При електричному очищенні газів коронувальний електрод має зазвичай негативний потенціал. Ефективність пиловловлення становить 50 — 80% при позитивно зарядженому коронувальному електроді і досягає 99,9%, якщо він заряджений негативно. При негативній полярності коронувального електрода ступінь очищення газу є вищою, оскільки при цьому допустимою є вища напруга без виникнення іскрового розряду між електродами.

## Конструктивні виконання
За конструкцією електрофільтри аналогічні до електричних сепараторів з коронувальними електродами. Осаджувальні електроди електрофільтрів виконуються у вигляді заземлених металічних вертикальних труб або пластин, а коронувальні — у вигляді металічних стержнів, що установлюються всередині труб або між пластинами. Коронувальні і осаджувальні електроди монтуються в герметичних камерах, через яку в проміжках між електродами знизу угору проходить газопилова суміш.
За способом регенерації осаджувальних і коронувальних електродів електрофільтри бувають сухі та мокрі. В сухих електрофільтрах для видалення осадженого пилу використовують вібраційні, магніто-імпульсні, ударно-молоткові та ударно-пружинні системи струшування. В мокрих електрофільтрах для видалення пилу використовують промивання електродів необхідною кількістю рідини.

### Трубчастий електрофільтр
Конструктивно трубчастий електрофільтр виконується у вигляді вертикальної камери, у якій встановлені пакети осаджувальних електродів з формою круглих або шестигранних труб. Як коронувальні електроди використовують провідники, натягнуті уздовж осі осаджувальних труб. Коронувальні електроди вгорі прикріплені до рами, підвішеної на електричних ізоляторах, а внизу пов'язані зі спільною рамою.
Запилений газ входить у фільтр через нижній вхідний газохід. Для рівномірного розподілу газу по трубах служить газорозподільна решітка, розташована на шляху газу перед виходом у труби. Очищений газ видаляється через верхній газохід, а пил збирається в нижній частині електрофільтра і періодично видаляється через отвір у днищі.
У деяких конструкціях трубчастих електрофільтрів решітка і осаджувальні електроди періодично струшуються.

### Пластинчастий електрофільтр

Принципова схема пластинчастого електростатичного фільтра

У пластинчастому електрофільтрі осаджувальні електроди виконані у вигляді паралельних гладких металевих листів або натягнутих на рамі сіток, між якими підвішені коронуючі електроди у вигляді ніхромових або фехралевих дротів. Для очищення гарячих газів використовують осаджувальні електроди, у формі хвилястих листів або прутків з метою уникнення жолоблення.
Існують вертикальні пластинчасті електрофільтри (з рухом газів знизу вгору) і горизонтальні (з горизонтальним ходом газів). Для покращення очищення газів застосовують багатосекційні електрофільтри із послідовним сполученням секцій.
Для ловлення вугільного та іншого вибухонебезпечного пилу використовують вертикальні пластинчаті електрофільтри типу ДВП (димові вертикальні пластинчаті). Особливість цих апаратів — наявність відкритої в атмосферу шахти, яка дозволяє запобігти руйнуванню корпусу при вибухах пилу.

## Двозонні електрофільтри
Див. також Двозонний електрофільтр РІОН
Електрофільтри поділяють на однозонні, в яких зарядка і осадження частинок пилу відбувається в одній зоні, і двозонні, в яких зарядка і осадження, здійснюється в двох різних зонах: в першій – встановлені коронуючі електроди і відбувається зарядка (йонізація) частинок, в другій – встановлені осаджувальні електроди і відбувається осадження частинок.

## Мокрі електростатичні фільтри
Очищення газів від волого тонкодисперсного пилу та туману здійснюється на мокрих трубчастих або пластинчастих електрофільтрах. В мокрих електрофільтрах очищують гази, з яких можлива конденсація вологи при їх охолодженні до точки роси. Труби мокрих електрофільтрів можуть виготовлятись із свинцю (фільтри для уловлювання сірчанокислотного туману) або з графіту або феросиліду (фільтри для очищення газів, що утворюються при випарюванні сірчаної кислоти). Коронуючі електроди виготовляються із свинцевого дроту, що має круглий або зіркоподібний переріз. Вологий пил, що осідає на електродах періодично змивається з них.

## Переваги і недоліки конструкцій
Кожна з конструкцій фільтрів має свої переваги і недоліки. Так, трубчаста конструкція може забезпечити:
- вище напруження електричного поля і відповідно більшу допустиму швидкість газу;
- краще уловлювання не електропровідного пилу при помірній вологості.

Однак для трубчастої конструкції є характерними:
- складність видалення осілого пилу;
- громіздкість та висока металомісткість;
- складність монтажу;
- енергоємність при роботі.